# Sede titolare di Sergievo
Sergievo è una sede titolare soppressa della Chiesa cattolica.

## Storia
Dal 1933 Sergievo fu annoverata tra le sedi vescovili titolari della Chiesa cattolica; la sede è vacante dal 10 luglio 1935.

## Cronotassi dei vescovi titolari
- Varfolomej Nikolaj Remov † (25 febbraio 1933 - 10 luglio 1935 deceduto)